# ドロズディー
ドロズディー（ウクライナ語：Дрозди́；意訳：「鶫」）は、ウクライナのキーウ州ビーラ・ツェールクヴァ地区にある村。カームヤンカ川河岸に位置する。17世紀に創建された。面積は約2.6km²（2005年）。人口は992人（2005年）。